# Киреев, Александр Алексеевич
Алекса́ндр Алексе́евич Кире́ев (23 октября (4 ноября) 1833, Москва — 13 (26) июля 1910, Павловск) — русский генерал от кавалерии, видный публицист-славянофил. Брат Н. А. Киреева и О. А. Киреевой-Новиковой. Адъютант Великого князя Константина Николаевича Романова.

## Биография
Принадлежал к древнему дворянскому роду. Сын тульского помещика Алексея Николаевича Киреева (1812—1849) от брака его с известной московской красавицей Александрой Васильевной Алябьевой (1812—1891); брат Николая и Ольги Киреевых. В московском их доме собирался едва ли не весь цвет тогдашнего культурного общества. Посетителями дома были Константин и Иван Аксаковы, Иван и Пётр Киреевские, Ю. Ф. Самарин, А. С. Хомяков и др.

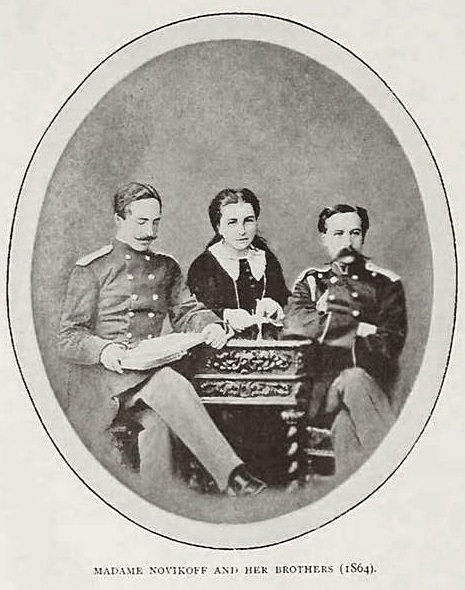
Ольга с братьями Александром и Николаем

В 1849 году после смерти отца Киреев по личному указанию Николая I был определён вместе с братом в Пажеский корпус, а по окончании (1853) — в лейб-гвардии Конный полк.
Участник Крымской войны. После войны был вольнослушателем Петербургского университета, адъютантом Великого князя Константина Николаевича Романова. Участвовал в подавлении Польского восстания (1863—1864) и следствии над его участниками. Оставался адъютантом Великого князя до его смерти в 1892 году, затем числился по армейской кавалерии. С 1907 года — генерал от кавалерии.
К считавшемуся большим знатоком дуэльного вопроса генералу А. А. Кирееву обратились участники получившей большую известность «генеральской дуэли» между бывшими участниками обороны Порт-Артура генералами А. В. Фоком и К. Н. Смирновым, обвинявшим первого в сдаче крепости неприятелю и трусости. Инициатором дуэли был Фок, одним из своих секундантов Смирнов пригласил В. М. Пуришкевича. Киреев по просьбе Смирнова и Фока подготовил поединок и проинструктировал секундантов, а также сам присутствовал при нём. Дуэль была на пистолетах с 20 шагов, состоялась 5 (18) марта 1908 года в манеже лейб-гвардии Конного полка. В ходе её дуэлянты безуспешно обменялись тремя выстрелами от каждого, от четвёртого выстрела Фока Смирнов получил ранение в бедро недалеко от паха. В петербургском свете дуэль получила большой иронический резонанс из-за большого числа промахов участников.
Секретарь Петербургского отделения общества любителей духовного просвещения. Сотрудничал в «Церковных ведомостях», «Богословском Вестнике», «Русском обозрении». Похоронен в с. Ново-Александровском Тамбовской губернии.
Киреев относил себя к «немногим последним могиканам славянофильства». Видя в славянофильстве «систему, безусловно удовлетворяющую всем религиозно (этическим), философским и политическим потребностям русского общества», считал основополагающей триаду: «самодержавие, православие, народность».
«Мнимыми печальниками о народе» считал Н. Г. Чернышевского, Н. А. Добролюбова, Н. А. Некрасова, Г. И. Успенского и др. Вёл многолетнюю полемику с Вл. Соловьёвым. Автор письма к Николаю II, изданного только для высших лиц империи в виде брошюры «Россия в начале XX столетия», где, полемизируя с книгой Б. Н. Чичерина «Россия накануне XX столетия», писал о необходимости восстановления доверия молодежи к правительству, видя условие такого восстановления в способности ответить на все волнующие её вопросы.
Для России, по Кирееву, есть два пути: «или опрокинуться в конституцию, в правовой порядок и погибнуть.., или вернуться домой». Пропагандировал возникшее в Европе (1870) движение «старокатоликов» (не признававших догмата о непогрешимости Папы Римского). Автор ряда опубликованных в России и в Европе статей и книг, где проводится идея сближения православной и «старокатолической» церквей.

## Сочинения
- Киреев А. А. Учение славянофилов / Сост. С. В. Лебедев, Т. В. Линицкая / Предисл. и коммент. С. В. Лебедева / Отв. ред. О. А. Платонов. — М.: Институт русской цивилизации, 2012. — 640 с. ISBN 978-5-4261-0008-4